# Erica Baker
Erica Joy Baker (nascuda el 1980) és enginyera i gerenta d'una empresa d'enginyeria a la zona de la badia de San Francisco, coneguda pel seu suport a la diversitat i la inclusió. Ha treballat en empreses com GitHub, Google, Slack, Patreon i Microsoft. Va guanyar protagonisme el 2015 per iniciar un full de càlcul intern on els empleats de Google informaven de les seves dades salarials per comprendre millor les disparitats salarials de l'empresa. Kara Swisher de Recode va anomenar Baker la "dona a seguir" en un perfil de la revista C magazine.

## Joventut
Baker va passar la seva infantesa en moviment, primer a Alemanya, on va néixer mentre els seus pares, treballaven a la Força Aèria estatunidenca, hi havien estat destinats, després a Nou Mèxic, Florida, i Alaska. Baker va començar a escriure i fer pàgines web ja d'adolescent.

## Trajectòria
El primer treball de Baker va ser com a administrador de dominis de Windows de la Universitat d'Alaska Statewide Systems a l'edat de 21 anys. Després es va traslladar a Home Depot durant un any, fent operacions de xarxa i suport per a ordinadors mòbils. Després d'això, va canviar a Scientific Games per fer suport a l'escriptori.

### Google
Baker va treballar a Google des del 2006 fins al maig del 2015, en diverses funcions, acabant amb el de Site Reliability Engineer (SRE). El juliol de 2015, després de deixar Google per Slack, Baker va revelar en una sèrie de tuits que havia iniciat un full de càlcul intern a Google perquè els empleats revelessin la seva informació salarial. Basant-se en el full de càlcul, alguns dels seus companys van poder negociar pujades salarials. Baker va informar que diversos dels seus col·legues li van enviar bons entre igualsquan va iniciar el full de càlcul, però la direcció els va negar els bons entre iguals. El full de càlcul va provocar debats sobre les disparitats salarials de Google, la manca de transparència en la determinació salarial i els possibles diferencials salarials de gènere i ètnia. El full de càlcul es va continuar actualitzant fins al 2017, quan es va informar de dades actualitzades del full de càlcul al New York Times.

### Slack
Des de maig de 2015 fins a juliol de 2017, Baker va treballar com a enginyer de versions a Slack. El febrer de 2016, Baker, Megan Anctil, Kiné Camara i Duretti Hirpa van acceptar el premi Crunchies de TechCrunch en nom de Slack per Fastest Rising Startup.

### Kickstarter i Patreon
El juny de 2017, TechCrunch i USA Today van informar que Baker deixava Slack per unir-se a Kickstarter com a directora d'enginyeria, informant de Lara Hogan, la tot just acabada de nomenar vicepresidenta d'enginyeria, i treballant a Brooklyn. Tot i que el seu paper no implicava oficialment diversitat i inclusió, Baker va dir que fomentar la diversitat i la inclusió formaria part de la seva feina. No obstant això, finalment va romandre a la zona de la badia de San Francisco i es va convertir en gerenta d'enginyeria sènior de Patreon.

### Microsoft
El gener de 2019, Baker va començar a treballar a Microsoft com a directora principal d'enginyeria del grup.

## Activisme
Després de crear el full de càlcul sobre les dades salarials de Google i després de deixar Google, Baker ha defensat la diversitat i la inclusió al seu bloc i en altres fòrums públics. Va estar darrere de #RealDiversityNumbers, un moviment de Twitter per adquirir números per a diverses empreses al voltant de la retenció i el nombre de demandes resoltes fora dels tribunals. Baker es va mostrar crític amb les declaracions del director general de Salesforce.com, Marc Benioff, que van suggerir que els esforços d'inclusió per a minories ètniques i racials estaven prenent un segon pla perquè l'empresa es pogués centrar en qüestions de gènere. També va denunciar una sèrie de vídeos d' Elissa Shevinsky, l'autor de Lean Out, afirmant que només abordava superficialment el problema de la diversitat. Meredith L. Patterson va discutir amb el comentari de Baker i la va acusar de tenir un conflicte d'interessos. Baker, juntament amb Tracy Chou, Freada Kapor Klein i Ellen Pao, va ser un dels membres fundadors de Project Includ, una startup llançada el 2016 per proporcionar estratègies de diversitat i inclusió a les empreses clients. Baker també té un fort interès per la genealogia.

## Popularitat
Baker fou entrevistada per Davey Alba de WIRED a WIRED Business Conference 2016. El gener de 2017, Baker va ser ponent principal a la conferència Women of Color in Computing, celebrada pel Mills College . El març del 2018, Baker va ser un orador destacat a la Bond Conference. Baker també va ser ponent destacat per a un panell del Berkeley Center for New Media i del Women in the Workplace Forum del Wall Street Journal, a l'octubre del 2018.

## Filantropia
Baker forma part del consell d'administració de Girl Develop It. També forma part del consell assessor de Hack the Hood i és mentora tècnica de Black Girls Code.

## Premis
Baker figurava a la llista de les 100 dones de la BBC anunciades el 23 de novembre de 2020.